# 桐光学園中学校・高等学校
桐光学園中学校・高等学校（とうこうがくえんちゅうがっこう・こうとうがっこう）は、神奈川県川崎市麻生区栗木に所在し、中高一貫教育を提供する私立中学校・高等学校。
高等学校において、中学校から入学した内部進学の生徒と高等学校から入学した外部進学の生徒との間で、第2学年から混合してクラスを編成する併設混合型中高一貫校。

## 概要
桐光学園は、元川崎市立高校教諭の小塚光治により1965年、川崎みどり幼稚園（現:桐光学園みどり幼稚園）が創設されたことにはじまる。
1972年に学校法人桐光学園が設立され、寺尾みどり幼稚園開設、1978年に高等学校が開校。1982年に中学校を開校。1991年に中高女子部が開設された。
小塚は、桐蔭学園高等学校から鵜川昇（桐蔭学園学園長）を桐光学園理事として招聘し、桐蔭学園のシステムを導入した。当時は兄弟校を標榜しており、現在も桐蔭学園と同様のシステムが多数残っている。
1990年まで男子校であったが、翌1991年より女子部が設置され男女共学となる。しかし、校舎や教室などが男女で分かれているために、受験専門誌などでは男女別学と記載されることも多い。男子校の真横に、女子校が隣接されているようになっている。だが女子は教室の都合により男子棟への侵入が許されている。このような男女別クラスを採用している私立中高一貫校としては帝塚山中学校・高等学校及び明治学園中学校・高等学校(これらの学校に加え2013年度以降はかえつ有明中学校・高等学校を含む)、男子部及び女子部に分かれている私立中高一貫校としては國學院大學久我山中学校・高等学校、自由学園中等科・高等科、南山中学校・高等学校がそれぞれ挙げられる。初代校長は創立者の小塚光治（名誉理事長）。現在の理事長は小塚良雄、学校長は岡村薫（2024年度就任）。生徒数は中学・高校を合わせて約3000名。

## 校歌
校歌の位置付けとして『桐光学園校歌』と『桐光われ等』（作詞・栗原一登 作曲・三木たかし）の2種類があるが、公式行事などでは主に後者を斉唱する。

## 校訓
- 一、よわい我にうち克って強い意志の人になります。（克己）
- 一、規則を守り礼儀を尚び気力を養います。（気力）
- 一、すべての事に誠をつくし全力を出します。（誠）
- 一、社会のためによろこんで働き進んで奉仕します。（奉仕）
- 一、天を敬い世の一隅を照らします。（敬天）

## 教育方針および教育課程
- 中学校
  - 全ての教科をバランス良く学習する中で自宅学習の恒常化を図り、健全な心身の育成を目的としている。また、中高一貫教育の利点を生かし、3年次には高校の授業内容を前倒しで学習する。
- 高等学校
  - 選択科目等により、生徒一人ひとりの「学ぶ意欲」「学ぶ目的」にあったカリキュラムを設定。
  - 2002年度以前に高等学校に入学した生徒は理数科と普通科とでクラス分けがなされていた。翌2003年度以降は、特進クラスに相当するSA（Super Advance）コースとA（Advance）コースとのコース制が採用された。外部進学者が受験する入試問題を内部進学者も受験し、優秀な成績を収めたものがSAコースに選抜される。更にそこから内部進学者と外部進学者とでクラス分けが行われる。また、男子外部進学者Aコースにはスポーツ推薦による入学者専用のクラスが1クラス設けられる。2018年度から、高校Aクラスは廃止され、SAクラスのみとなった(スポーツ推薦クラスもSA扱い)。
  - 2年次以降は定期試験の成績や本人の希望進学先を基に文I（国公立文系）・文II（私立文系）・理I（国公立理系）・理II（私立理系）に分けられる。よって、希望進学先の受験科目を集中的に学習できる等のメリットがある。また、文I、理I男女各1クラスずつ成績上位者を対象に難関国公立大学合格を目的としたαクラスが設けられる。2年生以降、1年次は別のクラスであった内部進学者と外部進学者が合流する。

## 学習制度・プログラム
- 10分間テスト
  - 中学では1ヶ月〜3ヶ月に1回、平日の中の3日もしくは5日（学年によって異なる）、毎朝10分間（試験時間5分、採点時間5分）を使ってテストを行う。20点満点で、8割（16点以上）に満たない生徒はその翌週、追試もしくは課題が課される。高校生では英語のみ、水曜日に行われることもある。学年でクラスごとの平均点や合格率、順位が発表される。
- 講習制度
  - 毎日放課後に行われる通常講習の他に、夏期自宅学習期間中に行われる夏期講習があり、苦手科目の克服から難易度の高い学習まで、目的に応じて生徒自身が受講する講習を選択する。成績上位者を指名して高度な内容を学習させる特別講習がある。なお、講習は有料である。
- 外国人講師による英語指導
  - 中学では週1回、通常授業の中に母語話者による英語授業が組み込まれている（英会話）。高校では通常講習の一環として母語話者による講習を開講。
- 成績管理システム
  - 模擬試験や定期試験の成績、偏差値、順位等が生徒1人ごとにコンピューターで管理され、成績の推移などから、受験大学の絞込みなどの進路指導に活用している。
- 定期試験
  - 前期2回、後期2回の計4回行われる。得点率8割以上が優良点、3割未満が不良点となる。なお高校のみ、期末試験で不良点を記録した場合には後日追試が課せられる。追試は得点率6割で合格となる。
- 校内実力試験
  - 前期1回、後期2回の計3回行われる。定期試験とは異なり、追試は課せられない。この試験で、中学では上位約30名程が、高校では上位約60名程が、上位者一覧表として廊下に掲示される。また、この試験の成績を基に、成績上位者による特別講習の参加者を選抜する。
- 大学訪問授業
  - 有名国公立、私立大学・大学院の教授を招き、模擬講義を開催。土曜講習の4時間目に開催される。

## 主な年間行事
- 4月 - 入学式・新入生歓迎会（クラブの紹介）
- 5月 - 開校記念日（15日）
- 6月 - 前期中間試験・カナダ修学旅行（高校2年生）
- 7月 - 第1回校内実力試験・サマーキャンプ（中学生）・夏期講習・オープンスクール・夏期自宅学習期間開始・イギリスイートンカレッジサマースクール（高校1年生〜高校2年生の希望者）
- 8月 - カナダホームステイ（中学3年生〜高校2年生の希望者）・夏期特別指名講習（上位選抜者）・夏期講習（希望者）
- 9月 - 文化祭（通称『輝緑祭』。 毎年秋分の日とその前日に一般公開）・前期期末試験
- 10月 - 体育大会（中学は野球場、高校はメイングラウンドで開催）・ボランティア活動（高校2年生）（学校周辺の清掃等）
- 11月 - 第2回校内実力試験
- 12月 - 後期中間試験・卒業判定試験（高校3年生）・冬期特別指名講習（上位選抜者）
- 1月 - スキースクール（中学1年生〜中学2年生・高校1年生）English Immersion Program(中学3年生・高校2年生)・第3回校内実力試験
- 2月 - 入学試験（中学校・高校）
- 3月 - 合唱コンクール（中学1年生〜中学3年生 於2024年度はパルテノン多摩）・芸術鑑賞（高校1年生・高校2年生）・後期期末試験・卒業式

## 制服
デザインは中高共通であり、ジャージ、体操着、上履きは学年毎にラインの色が赤・青・緑と異なっている。

### 男子
冬は紺の詰襟で、夏はワイシャツにスラックス。学年毎に詰襟につける襟章の色（白・黄・緑）が異なる。

### 女子
- 冬服は、紺色のブレザー、ハイソックス、チェック柄（緑）のスカートとベスト。中学生はエンジ色、高校生は緑のリボンを結ぶ。
- 夏服は、ベストとスカート（色は共にグレー）に白のソックス（紺も可能）。黒タイツ･網タイツも着用可
- 合服は、白のベストとチェック柄（グレー）のスカートと紺色のハイソックス。

## キャンパス施設

### 学習施設
- 本部棟 - 視聴覚室・コンピューター室・茶室・MM教室・事務室・理事長室・校長室・選択教室・女子クラス（高校3年生）・自習室・進路指導室・カウンセラー室
- 男子棟1号館 - 【高校生が使用】職員室・面談室・音楽室・保健室・購買（カラーコピー、文房具、パン・ジュース）・美術室・生物室・化学実験室・物理実験室
- 男子棟2号館 - 【中学1年生、高校生が使用】選択教室・情報ラウンジ・職員室・中学理科室
- 男子棟3号館 - 【中学2・3年生が使用】TOKO HALL（音楽室兼ホール）・陶芸室・工芸室・ビオトープ
- 男子棟4号館（災害備蓄棟）-自習室・選択教室・文化部部室
- 女子棟 - 【女子が使用】 女子クラス（中学1年生〜高校2年生）・職員室・体育館・調理室・音楽室・美術室・保健室・化学実験室・物理実験室・被服室・視聴覚室・自習室・コンピューター室・面談室

### 運動用施設
- 野球場 - 主に高校野球部が練習に使用。公式戦の会場としても利用され、練習試合と共に多くの観客を動員する。授業でも使われるほか、中学生の体育大会の会場としても使われる。
- 野球部室内練習場 - 半地下式の人工芝練習場。ピッチング・バッティング練習をはじめ、様々な練習に対応。
- 第1体育館 - 授業や各運動部の練習で使われる。50周年事業に向けて取り壊される予定(跡地には2028年に新校舎が完成予定)
- クラブハウス - 第2体育館併設のクラブハウスは、各クラブの部室やトレーニングルーム、シャワー室を完備。
- サッカーグラウンド - 元は第1グラウンドであったが、本学校の40周年事業として、土から芝へと改修された。授業やサッカー部を初めとした多くの運動部の練習、各種公式戦や練習試合に使われる。
- 屋内プール - 40周年事業として、屋外プールから屋内プールへと改修。主に水泳部が使用。中学男子の体育の授業でも使われる。
- アップコート -50周年事業にて第一体育館が取り壊れるため屋内運動場の補完のために屋外プール跡地に新しく設置。屋根付きでバスケットボールコート1面分の広さがある。授業や各運動部の練習で使われる。
- メイングラウンド - 40周年事業として、新しく設置。授業や各運動部の練習、高校生の体育大会の会場としても使われる。
- 弓道場 - 弓道部の活動に使用。
- テニスコート - 主にテニス部が使用。屋内・屋外合わせて5面ある。授業でも使われる。
- ハンドボールコート - 主にハンドボール部が使用。小学生校舎に付属されている。
- 柔道場 - 主に柔道部が使用。授業でも使われる。
- 剣道場 - 主に剣道部が使用。授業でも使われる。
- 空手道場 - 主に空手道部が使用。授業でも使われる。

### その他
- 20周年記念館（アリーナ） - 開校20周年を機に建設。バスケットボールコート2面分の面積を持つ体育館（冷暖房完備）、自習室が併設された蔵書約60,000冊の図書館、食堂[4]、柔・剣道場がある。体育館は学校説明会のほか、入学式や卒業式を初めとした公式行事の会場として使われている。また、バスケットボール部、バレーボール部が使用するほか、授業などでも使われている。
- 駐輪場 - 生徒が通学の際に利用。20周年記念館横にある。
- 寄宿舎 - 運動部や遠方から通学する生徒が利用する。
- 警備員室 - 校内2ヶ所にあり、24時間体制で警備。
- ひかりホール - 学校説明会や発表会などで使用される、約450名が収容可能なホール。小学校校舎に付属されている。

## 主なクラブ活動実績

### 運動部
- サッカー部
  - 全国高等学校サッカー選手権大会12回出場。最高成績は第75回大会の準優勝
  - 全国高等学校総合体育大会サッカー競技大会16回出場。最高成績は第54回で富山第一を破り初優勝を決める。
- 野球部
  - 選抜高等学校野球大会1回出場（2001年春〈第73回〉）ベスト16
  - 全国高等学校野球選手権大会4回出場（2002年夏〈第84回〉・2005年夏〈第87回〉・2007年夏〈第89回〉・2012年夏〈第94回〉）最高成績は2012年夏（第94回）のベスト8
  - 第67回国民体育大会第3位
- バスケットボール部
  - 男子全国高等学校総合体育大会バスケットボール競技大会8回出場（第57回・第60回・第61回・第65回・第66回・第68回・第69回・第70回）最高成績は第69回のベスト8
  - 男子全国高等学校バスケットボール選抜優勝大会4回出場（第38回・第39回・第43回・第47回）最高成績は第43回のベスト8
- 水泳部（男女）・・・20年連続男子全国高等学校総合体育大会水泳競技大会出場中
- 剣道部（男女）・・・平成23年度高校男子関東大会剣道準優勝
- ハンドボール部（高校男子）・・・関東大会出場

### 文化部
- ダンス部（中学生）・・・2012年「日本中学校ダンス部選手権（東日本大会）」優勝、2013年「日本中学校ダンス部選手権（全国大会）」審査員特別賞。
- ダンス部（高校生）・・・「夏の日本高校ダンス部選手権」において、2011年全国大会優秀賞、2012年東日本大会優勝、「春の日本高校ダンス部選手権」において、2015年入賞、2018年入賞、サンリオ「高校ダンス部新人戦」最優秀賞、「高校生ダンスコンテスト‘12夏」準優勝。
- 合唱部・・・NHK全国学校音楽コンクール神奈川県コンクール高等学校の部2年連続金賞 、関東大会銀賞、合唱連盟コンクール 二年連続金賞2019年第86回NHK全国学校音楽コンクール全国大会初出場。
- 吹奏楽部・・・第6回・第7回東関東吹奏楽コンクール　銅賞
- 技術工作部・・・ホンダ・エコノパワー燃費競技全国大会（2010年にホンダ・エコマイレッジチャレンジに改称）連続出場
- 競技かるた部・・・全国大会入賞
- 社会科学部・・・模擬国連全日本大会準優勝
- 囲碁将棋部・・・第33期女流アマ名人戦優勝
- 文藝部・・・全国高等学校文藝コンクール5年連続入賞
- 鉄道研究部・・・鉄道模型コンテスト2024にて奨励賞受賞

## 入試
- 学校見学は随時受付。担当教員または生徒が校内を案内
- 過去の試験問題・解答、平均点、試験結果などを学校ホームページにて公開
- 学校説明会を実施
- 文化祭・オープンスクールで個別入試相談を実施
- オープンスクール・クラブフェアを実施
- 合格発表は中学校はホームページで当日、校内掲示は翌日。高校は翌日発表。

### 中学校
入試は3回実施される。受験科目は国語・算数・理科・社会の4科目である。特待生合格は1年間または3年間の授業料を免除される。2年生より、人物・学業の優秀な生徒には、桐光奨学生として年額45万円を支給される。
- 2007年度から中学校で帰国生を募集開始
- 桐光学園小学校からの内部進学がある。

### 高等学校
- 推薦入試（専願推薦）では、作文と面接が課される。野球・サッカー・バスケットボール・剣道・水泳・ハンドボールで行われるスポーツ推薦入試（男子のみ）も募集人数に含まれる。また、推薦入試で合格した生徒は一般入試でSAコースを受験することができる。
- 一般入試は国語・数学・英語の筆記試験が午前中に行われ、午後は面接が課される。
- いずれの入試も男子のほうが女子よりも募集人数は多い。
- 桐光学園中学校からの内部進学がある。

## 交通
- 小田急多摩線栗平駅 徒歩12分

## その他
- 保護者対象のメールでの緊急連絡体制を整備（さくら連絡網）
- 留学生の受け入れを開始

## 著名な出身者

### サッカー
- 浜野征哉（元プロサッカー選手・浦和レッズ GKコーチ）
- 小林稔（元プロサッカー選手・FC東京育成コーチ）
- 須藤大輔（元プロサッカー選手・元ガイナーレ鳥取監督）
- 酒井良（プロサッカー選手・FC町田ゼルビア）
- 鈴木勝大（元プロサッカー選手・元ルーテル学院中学コーチ・現桐光学園サッカー部監督）
- 中村俊輔（プロサッカー選手・横浜FC、元日本代表）
- 佐原秀樹（元プロサッカー選手・川崎フロンターレ）
- 井手口純（元プロサッカー選手・徳島ヴォルティス、元U-17日本代表）
- 宇留野純（元プロサッカー選手・ロアッソ熊本）
- 加々美太一（元プロサッカー選手・ザスパ草津）
- 植村慶（元プロサッカー選手・福島ユナイテッドFC）
- 渡辺匠（元プロサッカー選手・福島ユナイテッドFC）
- 権東勇介（元プロサッカー選手・ツエーゲン金沢）
- 加藤大志（元プロサッカー選手・京都サンガF.C.）
- 藤本淳吾（元プロサッカー選手・SC相模原、06年Jリーグ新人王、元日本代表）
- 鈴木将太（元プロサッカー選手・湘南ベルマーレ）
- 久場政朋（元プロサッカー選手・元東京ヴェルディ1969、元U-17日本代表）
- 中島健太（元サッカー選手・横河武蔵野FC）
- 今井昌太（元プロサッカー選手・ブラウブリッツ秋田）
- 久光邦明（フットサル選手・ペスカドーラ町田→ステラミーゴいわて花巻）
- 本田拓也（元プロサッカー選手・FC岐阜、元日本代表）
- 馬場賢治（元プロサッカー選手・鹿児島ユナイテッドFC）
- 田中裕介（元プロサッカー選手・セレッソ大阪、元北京五輪予選代表）
- 向慎一（元プロサッカー選手・奈良クラブ）
- 鈴木孝司（プロサッカー選手・アルビレックス新潟）
- 山本孝平（プロサッカー選手・元湘南ベルマーレ）
- 内藤洋平（プロサッカー選手・ギラヴァンツ北九州）
- 尾泉大樹（元プロサッカー選手・FC岐阜）
- 北井佑季（元プロサッカー選手・SC相模原）
- 福森晃斗（プロサッカー選手・北海道コンサドーレ札幌）
- 小川航基（プロサッカー選手・NECナイメヘン）
- タビナス・ジェファーソン（プロサッカー選手・水戸ホーリーホック）
- 茂木秀（プロサッカー選手・FC今治）
- 西川潤（プロサッカー選手・サガン鳥栖）
- 白坂楓馬（プロサッカー選手・鹿児島ユナイテッドFC）
- 鳥海芳樹（プロサッカー選手・ヴァンフォーレ甲府）
- 奈良坂巧（プロサッカー選手・FC町田ゼルビア）
- 田中雄大（プロサッカー選手・ファジアーノ岡山）
- 齋藤俊輔（プロサッカー選手・水戸ホーリーホック）

### 野球
- 山室公志郎（元プロ野球選手）
- 伊東亮大（元プロ野球選手）
- 松井裕樹（プロ野球選手）
- 東條大樹（プロ野球選手）
- 中川颯（プロ野球選手）
- 渡部遼人 (プロ野球選手)
- 近藤智勝（元独立リーグ選手・指導者）
- 岩井隆（高校野球指導者）

### バスケットボール
- 木村実（元バスケットボール選手）
- 喜多川修平（バスケットボール選手・宇都宮ブレックス）
- 齋藤拓実（バスケットボール選手・名古屋ダイヤモンドドルフィンズ）
- 宮本一樹（バスケットボール選手・ファイティングイーグルス名古屋）
- 植松義也（バスケットボール選手・琉球ゴールデンキングス）

### 芸能
- 神田伸一郎（お笑いコンビ・ハマカーン
- 北川義隆（元文化放送アナウンサー、フリーアナウンサー兼FIFA公認代理人）
- ドリアン・ロロブリジーダ(俳優、アーティスト)

### その他
- 岸本拓也（ベーカリープロデューサー）
- 畑野智美（小説家）
- 中村豊 (トレーナー)
- 川崎健一郎（実業家）